# Richard Haldane (1er vicomte Haldane)
Pour les articles homonymes, voir Haldane.
Richard Burdon Haldane, 1er vicomte Haldane (/ˈhɔːldeɪn/; 30 juillet 1856 – 19 août 1928), est un homme politique britannique, membre influent du parti libéral puis du parti travailliste, avocat et philosophe.

## Biographie
Richard Burdon Haldane est connu pour la série de réformes qu’il a initiées quand il occupe le poste de Secrétaire d'État à la guerre entre 1905 et 1912. Élevé à la pairie, au titre de vicomte Haldane, en 1911, il devient Lord Chancelier entre 1912 et 1915. Il est contraint de démissionner à cause de supposées et jamais prouvées sympathies pro-allemandes. Il rejoint plus tard le parti travailliste, ce qui lui permet d’occuper à nouveau, mais brièvement, la place de Lord chancelier lors du premier gouvernement travailliste en 1924.
À côté de sa carrière d’homme politique et d’avocat, Haldane est aussi un écrivain et philosophe reconnu. Il est d’ailleurs élu à la British Academy en 1914. En 1895, il participe à la fondation de la London School of Economics et au début du XXe siècle, il est membre du Coefficients club et du Rainbow Circle.

### Famille et formation
Haldane est né à Édimbourg, Écosse, petit-fils d'un évangéliste écossais, James Alexander Haldane. Il est le frère de la femme de lettres Elizabeth Haldane et du physiologiste John Scott Haldane et l'oncle du généticien John Burdon Sanderson Haldane. Il est formé en Écosse à l'Université d'Édimbourg où il obtient un Master of Arts en philosophie, et en Allemagne (Université Georg-August de Göttingen). Puis il étudie le droit à Londres et est reçu au barreau de Lincoln's Inn en 1879, où il devient rapidement un avocat réputé.

### Carrière politique
En 1885, Haldane est élu député libéral du Haddingtonshire (une circonscription électorale écossaise), siège qu'il occupe jusqu'en 1911, date de sa nomination à la pairie (1er vicomte Haldane de Cloan), il passe alors des Communes à la Chambre des lords. Très tôt, Haldane se montre préoccupé par les questions sociales. Il publie différents articles dans la revue progressiste Contemporary Review. Son article Liberal Creed, publié en 1888, résume d’ailleurs sa volonté d’un "Nouveau libéralisme", capable de résoudre les problèmes posés par la société industrielle. Ami de Beatrice Webb, cette dernière disait de lui qu’il était « a successful lawyer tinged with socialism. » (« un avocat talentueux matiné de socialisme »).  Après son élection, il se rapproche de l’aile gauche du parti (David Lloyd George) et des « libéraux impérialistes ». C’est dans ce dernier groupe que l’on trouve les principaux alliés politiques de Haldane jusqu’à la Première Guerre mondiale, à savoir Asquith et Grey.

#### Débuts ministériels
Lors de la chute du gouvernement Balfour en décembre 1905, ces trois hommes, deviennent d’éminents membres du parti libéral, passent le pacte de Relugas (« Relugas compact ») – d’après le nom de la résidence de campagne écossaise de Grey. Ils refuseraient d’entrer dans un gouvernement dirigé par le libéral  Campbell-Bannerman sauf si celui-ci acceptait la pairie. Cela aurait permis son départ des Communes vers la Chambre des lords et ainsi laissé la direction des libéraux de la chambre basse à Asquith, affaiblissant ainsi la position de Campbell-Bannerman comme premier ministre. Celui se résolut à donner à Asquith le poste de Chancelier de l'Échiquier, tandis que Haldane et Grey finirent également par entrer dans le nouveau cabinet, respectivement comme Secrétaire d'État à la guerre et Secrétaire d'État des Affaires étrangères, faisant ainsi échouer le pseudo-complot des trois hommes. Campbell-Bannerman, malade, finit par démissionner de son poste de premier ministre en 1908. Asquith le remplace. Haldane garde le War Office jusqu’en 1912. C’est à cette place qu’il promeut une série de mesures réformatrices, largement influencées par Grey, partisan d’une alliance avec la France, d’une intervention en Europe en cas de conflit, spécialement avec l’Allemagne, dans laquelle Grey voit une menace. Haldane permet ainsi de mettre sur pied ce qui va devenir la BEF. Haldane constitue également le Secret Intelligence Service divisé en deux sections MI5, pour la sécurité extérieure et MI6, pour le renseignement extérieur, organisation qui perdure encore aujourd'hui. Cependant Haldane doit composer avec d’importantes restrictions de budget, qui ont été une des promesses de campagne des libéraux en 1906. En outre, le Royaume-Uni, en pleine course aux armements navals avec l’Allemagne, privilégie davantage ses dépenses à destination de la flotte. Les réformes Haldane sont d’ailleurs surtout une réorganisation de l’entraînement et de la réserve en vue d’une intervention extérieure plus efficace. Il joue également un rôle important dans la création en 1909 d'un comité de conseil sur l'aéronautique qui contribue de manière significative au développement ultérieur de l'industrie aéronautique anglaise.
Peu avant son départ du War Office, Haldane est envoyé en Allemagne, en février 1912, en vue de préparer le terrain pour un accord bilatéral sur une limitation de l'armement naval, une question qui empoisonne les relations anglo-germaniques depuis le début du XXe siècle. La mission dite "Haldane" est un échec, car l'Allemagne se borne simplement à reconnaître la supériorité anglaise déjà acquise en matière navale en échange de quoi le Royaume-Uni devait ne pas intervenir dans un conflit dans lequel l'Allemagne se retrouverait agressée. D'autre part, du côté britannique, elle semble avoir d'abord un but de politique intérieure: faire taire les radicaux qui demandent le renvoi de l'ami d'Haldane du Foreign Office, l’interventionniste Grey.
Il remplace le Lord Chancelier Loreburn, malade, en juin 1912.

#### Première Guerre mondiale
En mars 1914, Jack Seely, le successeur de Haldane au secrétariat d’État à la Guerre, démissionne à la suite de l’incident de Curragh (une mutinerie de troupes unionistes en Irlande). Plutôt que de trouver un successeur, Asquith décide d’assurer lui-même, en plus de la direction du cabinet, la charge du War Office. Dans les faits, le premier ministre se décharge sur Haldane, en tant qu’ancien Secrétaire d’État à la guerre et l’autorise à traiter une partie des dossiers en son nom. Lorsque la situation européenne s’envenime à partir de l’été 1914, Asquith suit avec Haldane et Grey, du Foreign Office, les évènements de près. À ce titre de proche collaborateur du premier ministre pendant la crise, Haldane est parmi l’un des premiers membres du cabinet à reconnaître l’inévitabilité du conflit qui s’annonce et persuade Asquith de mobiliser l’Armée. Face à l’imminence de la guerre, Asquith souhaite ardemment que Haldane continue à s’occuper officieusement du secrétariat à la Guerre, mais ce dernier le persuade de nommer un sabre glorieux, le maréchal Kitchener.
Dans les mois suivants le déclenchement du conflit, Haldane est cependant accusé de sympathies pro-allemandes. Les accusations répandues par la presse et par les chansonniers font sensation auprès de l’opinion publique, qui ne tarde pas à s’en prendre au Lord chancelier. En réalité, ces accusations reposent sur une publication du Daily Express de Beaverbrook qui rapporte une phrase prononcée par le professeur Onkel de Heidelberg: «  Germany was his spiritual home.» (« L’Allemagne est sa patrie spirituelle.»). Cette déclaration, faite lors d’un dîner, donné en avril 1913, chez Miss Humphrey Ward, auquel Haldane assiste, ne s’adressait pas en fait à lui, mais renvoyait à ses jeunes années de formation en Allemagne, à l’université de Göttingen. À la suite de ces attaques, Haldane est néanmoins contraint de se démettre en 1915.

#### Après guerre
Lorsqu’éclate la guerre d’indépendance irlandaise, en janvier 1919, il est l’un des premiers hommes politiques britanniques à défendre une solution qui repose sur un compromis plutôt que sur la force. Bien que lié au parti libéral et surtout à Asquith, Haldane se rapproche de plus en plus des travaillistes au cours et après la Grande Guerre. Il faut néanmoins attendre les élections générales de 1923 pour le voir véritablement prendre le parti du Labour. Au début de 1924, Haldane redevient Lord Chancelier dans le tout nouveau gouvernement travailliste de Ramsay MacDonald. Membre essentiel du cabinet, il est le seul des trois membres ayant exercé des fonctions ministérielles qui possède une véritable expérience du pouvoir. Il assure également, conjointement avec Lord Parmoor, la direction des travaillistes à la Chambre des lords.

## Écrits
Haldane est le co-traducteur de l'édition anglaise du livre de Schopenhauer Le Monde comme volonté et représentation publié entre 1883 et 1886.